# Hans Fogh
Hans Fogh, född den 8 mars 1938 i Hovedstaden i Danmark och avliden 14 mars 2014 i Toronto i Kanada, var en dansk och därefter kanadensisk seglare.
Han tog OS-brons i soling i samband med de olympiska seglingstävlingarna 1984 i Los Angeles.